# Ferrari 360
La Ferrari 360 è un'autovettura sportiva prodotta dalla casa automobilistica italiana Ferrari tra il 1999 e il 2004 che inaugura l’inizio di un nuovo corso Ferrari. Nasce, infatti, senza vincoli progettuali, con una linea inedita e contenuti tecnologicamente innovativi che anticipano i trend dei modelli futuri. Nella prova su strada, edita nell'agosto dell'anno 1999 da una importante rivista di settore, l'esemplare di 360 Modena munito di cambio F1 fece rilevare un tempo di accelerazione da 0 a 60 miglia/h in appena 4,2 secondi e da 0 a 100 miglia/h in 8,8 secondi, confermando la velocità massima prossima ai 300 km/h dichiarata dal costruttore. Nel Road Test Yearbook edito dalla medesima rivista, la prova della 360 Modena fu inserita nell'ultima edizione del ventesimo secolo e la vettura fu definita "la migliore automobile sportiva del mondo".
La Ferrari 360 si divise in tre modelli: Modena, Spider e Challenge Stradale.
Con oltre sedicimila esemplari prodotti, si tratta di uno dei maggiori successi commerciali della casa.

## 360 Modena

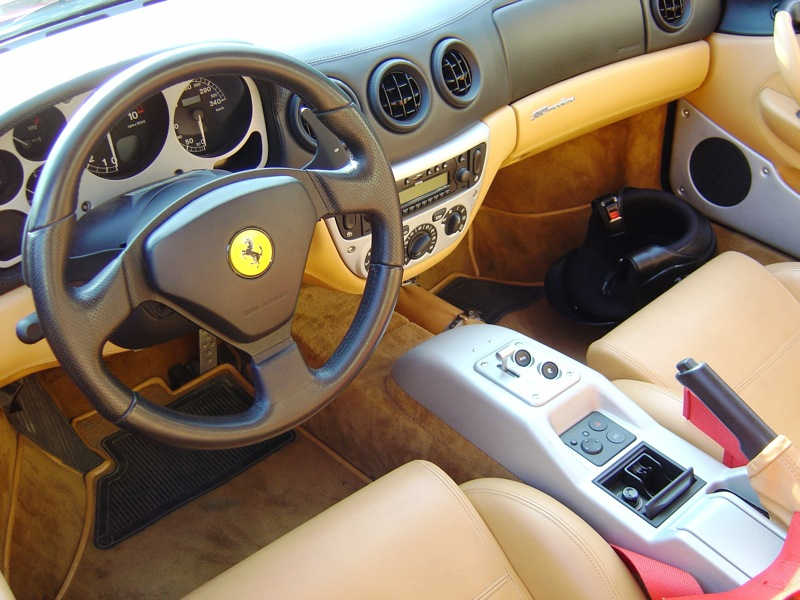
Gli interni della vettura

La 360 Modena è una berlinetta sportiva con trazione posteriore, motore V8 di 3.6 litri in posizione centrale, in bella vista attraverso il lunotto posteriore della vettura. La 360 ha preso parte a numerosi eventi sportivi con la versione Challenge, alleggerita rispetto al modello di base ma con lo stesso motore. Questo nuovo modello segna una svolta decisiva per la storia della Ferrari, infatti non ha più i fanali anteriori "a scomparsa", sostituiti da altri "a vista" con nuove tecnologie di illuminazione allo xeno; non presenta più neanche le classiche linee tese, come la sua progenitrice, la Ferrari F355.
Il motore è l'evoluzione del V8 a 5 valvole per cilindro, con angolo di 90° e con cilindrata portata a 3586 cm³, ed eroga 400 cavalli a 8500 giri/minuto con una espressione di coppia di 373 Nm a soli 4.750 giri/min contro i 363 Nm a 6.000 giri/min. della precedente F355. La 360 Modena fu la prima Ferrari stradale a offrire un telaio monoscocca completamente in alluminio, sviluppato in stretta collaborazione con l'Alcoa. Lo chassis era realizzato con sezioni differenziate in estrusione d'alluminio saldate tra loro con dodici punti di intersezione. Questo materiale fu utilizzato anche per la carrozzeria mentre propulsore, scatola della trasmissione e tutti gli elementi delle sospensioni furono realizzate in varie leghe di alluminio. Grazie al largo impiego di alluminio, la 360 Modena ha un peso minore del 28% rispetto alla F355, nonostante abbia delle dimensioni decisamente maggiori sia all'esterno che all'interno, con sensibili miglioramenti ottenuti in termini di accessibilità e comfort. Il sottoscocca è completamente carenato e termina nell'ampio scivolo posteriore. Grazie all'effetto suolo, la 360 Modena può contare su un notevole carico aerodinamico, pur senza alcuna appendice alare esterna, regalando una livrea elegante e pulita; questo grazie ai risultati ottenuti dalle moltissime ore passate in galleria del vento e alla realizzazione artistica del centro stile Pininfarina che per la progettazione di questa nuova vettura non ebbe nessun vincolo imposto dalla casa costruttrice. La sua linea completamente inedita e dai contenuti tecnologicamente innovativi anticipa i trend dei modelli futuri. Inoltre, l'attento studio ergonometrico degli interni e della strumentazione in particolare, del tutto nuovi rispetto agli stilemi della sua progenitrice, si rivela vincente nella guida sportiva. Anche il cambio F1 ha subito importanti affinamenti con una velocità di cambiata decisamente più veloce, pari a 150 millisecondi, grazie anche all'innovativo sistema shift-by-wire. Con questo nuovo modello, la Ferrari inaugura anche l'inizio di un percorso verso la semplificazione delle manutenzioni grazie, ad esempio, alla botola presente nella paratia dietro i sedili da cui si accede al vano motore per gli interventi sulla distribuzione e su diversi organi del propulsore, con un risparmio economico e di tempo considerevoli rispetto alla progenitrice F355. Gli interni, improntati su criteri di essenzialità ma allo stesso tempo eleganza, sono realizzati in pregiata pelle con uso molto abbondante di inserti in alluminio con viti a vista tanto nella pannelleria delle portiere quanto nel quadro strumenti e nel tunnel centrale. La nuova pedaliera ben centrata grazie all'importante aumento di volumetria interna rispetto alla sua progenitrice F355, rende la guida più comoda e funzionale anche a un utilizzo quotidiano. La Ferrari 360 sarà l'ultimo modello ad adottare il motore "DINO" nella sua versione più implementata e raffinata, prima dell'avvento della nuova serie di propulsori sviluppati in collaborazione con Maserati, il cui V8 di 4,3 litri da 490 CV (chiamato F136) sarà montato sul modello successivo F430. 

## 360 Spider

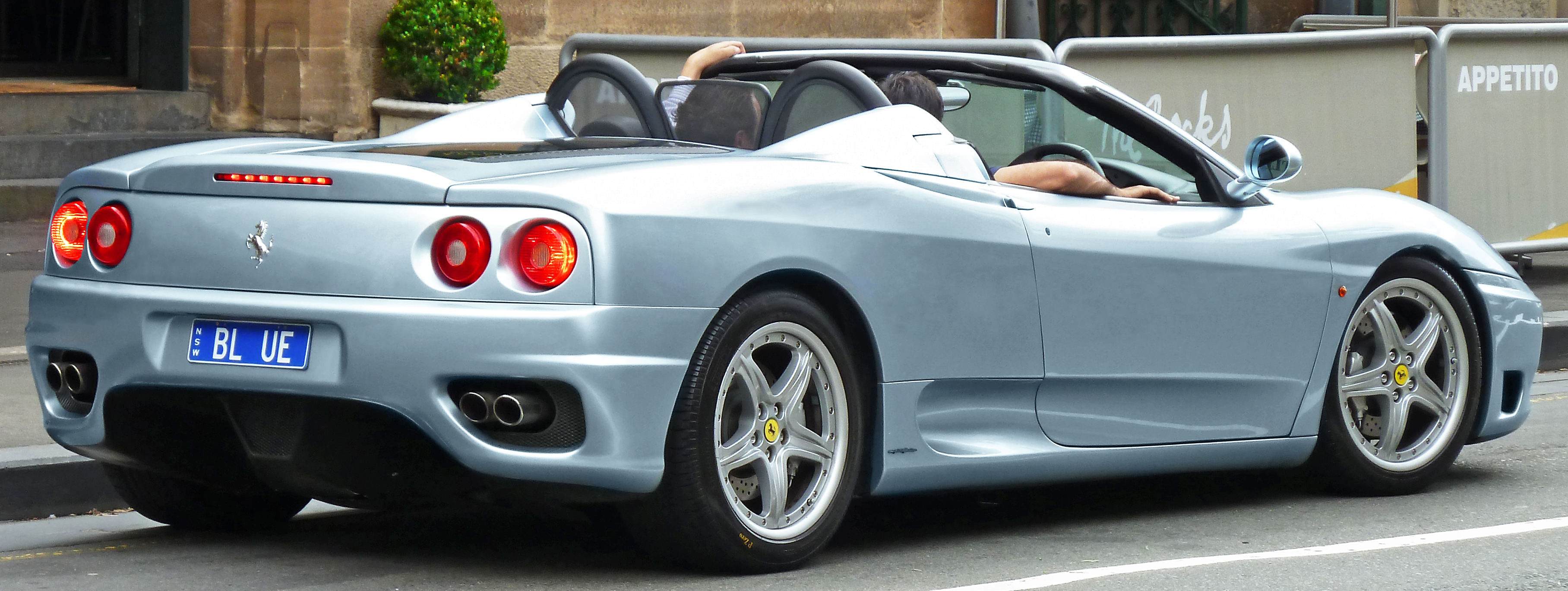
360 Spider

Nel 2000 è nata la 360 Spider, con tetto in tela ripiegabile elettricamente. Disponibile anche con il cambio F1 di diretta derivazione dai modelli di Formula 1.
Nel 2000 venne realizzata per omaggiare il Presidente della Ferrari Luca Cordero di Montezemolo, come regalo di matrimonio da parte di Gianni Agnelli, una 360 Barchetta F1, si tratta di una 360 Spider F1 di colore Grigio Alloy prodotta in un unico esemplare.
Basandosi sulla 360 Spider, il designer italiano Franco Sbarro realizzò nel 2006 la GT8, una vettura che condivideva la componente meccanica della vettura italiana ma che era modificata nel design della carrozzeria. Venne costruita in due esemplari.

## 360 Challenge Stradale

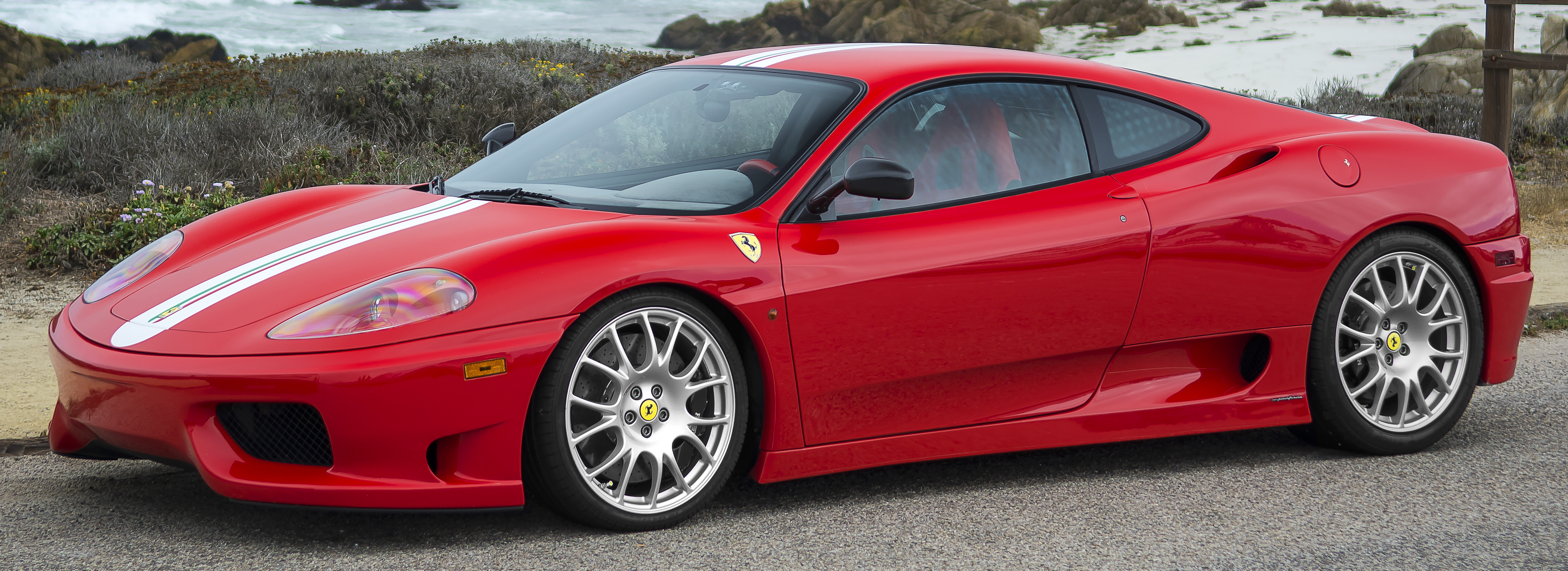
Ferrari 360 Challenge Stradale

L'ultima versione presentata in ordine di tempo, nel 2003, è la Challenge Stradale, prodotta in 1.274 esemplari, che ripresenta la carrozzeria coupé della versione Modena ma con alcuni accorgimenti più corsaioli come l'adozione di impianto frenante costituito da dischi in materiale composito carbo-ceramico, assetto ribassato di 15 mm, paraurti anteriore con due aperture laterali, minigonne più marcate, un piccolo rialzo del cofano del vano motore con funzione di spoiler, specchi retrovisori in carbonio, cerchi da 19” con disegno di origine Challenge, sedili con guscio in carbonio. 

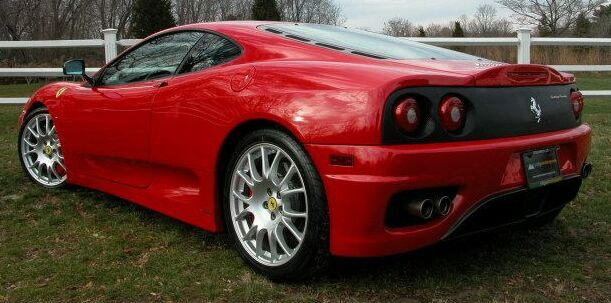
Vista posteriore di una 360 Challenge Stradale

Le modifiche più importanti per l'incremento delle prestazioni sono l'incremento della potenza del motore portata a 425 CV e un alleggerimento della vettura grazie ad un maggiore utilizzo di metalli più leggeri (per esempio titanio per le molle degli ammortizzatori e bulloni ruota) e carbonio utilizzato sia in particolari strutturali sia in elementi di finitura esterni ed interni. In questo modo il peso della Challenge Stradale scende a 1180 kg. Anche il cambio elettroattuato con levette al volante denominato "F1" è stato velocizzato dai 200 millisecondi della Modena ai 150 della Challenge Stradale e l'aerodinamica è stata migliorata con un più accentuato splitter anteriore che ha consentito di incrementare del 50% il carico verticale rispetto alla 360 Modena. Con questa versione speciale della 360 Modena, si voleva arrivare ad un obiettivo preciso: quello di regalare al guidatore delle sensazioni che solo un'auto da competizione riesce a dare utilizzandola, oltre che in pista, anche su strada.

## Attività sportiva

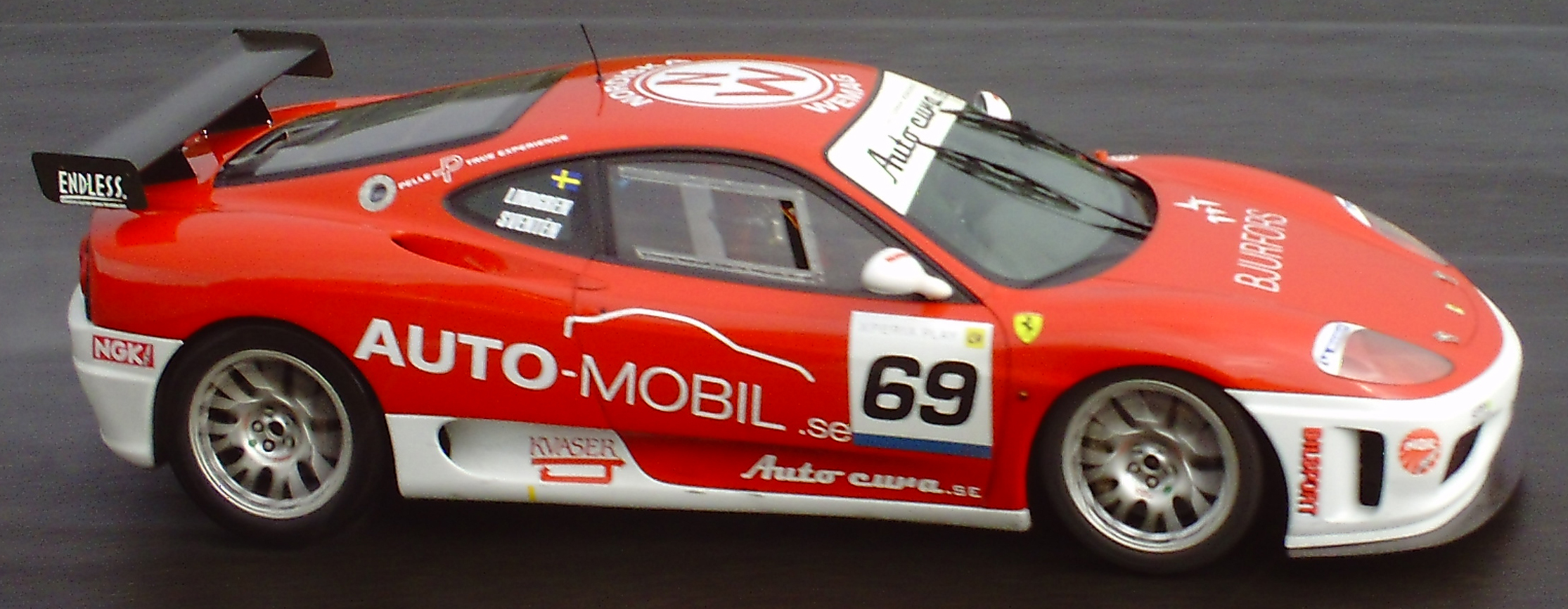
La Ferrari 360 GT

Nel 2000 la Ferrari sviluppa la 360 Challenge in poco più di 300 esemplari, (da non confondere con la Challenge Stradale prodotta in 1.274 esemplari a partire dal 2003), per le gare monomarca e per vari campionati FIA, utilizzando la meccanica di serie, ma con un peso ridotto a 1170 kg (120 in meno rispetto alla 360 Modena di serie). Nel 2001, vide la luce una versione rivisitata della challenge, capace di 415 cavalli. Nel 2002, la 360 ha cominciato a gareggiare in campionati ufficiali più importanti, come la FIA GT e nella prestigiosa 24 Ore di Le Mans.
Il reparto corse clienti, per partecipare, aveva progettato 20 esemplari di 360 Modena omologati dalla FIA che avevano una carrozzeria ribassata e composta da fibra di carbonio, con un vistoso alettone posteriore. Il motore era stato potenziato fino a 430 cavalli. Per gareggiare contro le Porsche 911 GT3 RSR, nel 2003 in collaborazione con Michelotto è stata sviluppata la 360 GTC, capace di 445 cavalli a 8750 giri/min, e con peso diminuito a 1100 kg. Dal 2002 al 2005 fu invece fabbricata, in 30 esemplari, la 360 GT; essa traeva origine dalla 360 Challenge e fu affidata a piloti privati che la utilizzarono nel Campionato FIA GT.

## Caratteristiche tecniche
| Caratteristiche tecniche - Ferrari 360 Modena                               | Caratteristiche tecniche - Ferrari 360 Modena                                                                | Caratteristiche tecniche - Ferrari 360 Modena                                                                | Caratteristiche tecniche - Ferrari 360 Modena                                                                | Caratteristiche tecniche - Ferrari 360 Modena                                                                | Caratteristiche tecniche - Ferrari 360 Modena                                                                |
| --------------------------------------------------------------------------- | --- | --- | --- | --- | --- |
|                                                                             | | | | | |
| Configurazione                                                              | | | | | |
| Carrozzeria: Berlinetta 2 porte                                             | Carrozzeria: Berlinetta 2 porte                                                                              | Posizione motore: posteriore longitudinale                                                                   | Posizione motore: posteriore longitudinale                                                                   | Trazione: posteriore                                                                                         | Trazione: posteriore                                                                                         |
| Dimensioni e pesi                                                           | | | | | |
| Ingombri (lungh.×largh.×alt. in mm): 4477 × 1922 × 1214                     | Ingombri (lungh.×largh.×alt. in mm): 4477 × 1922 × 1214                                                      | Ingombri (lungh.×largh.×alt. in mm): 4477 × 1922 × 1214                                                      | Ingombri (lungh.×largh.×alt. in mm): 4477 × 1922 × 1214                                                      | Diametro minimo sterzata:                                                                                    | Diametro minimo sterzata:                                                                                    |
| Interasse: 2600 mm                                                          | Interasse: 2600 mm                                                                                           | Carreggiate: anteriore 1669 - posteriore 1617 mm                                                             | Carreggiate: anteriore 1669 - posteriore 1617 mm                                                             | Altezza minima da terra:                                                                                     | Altezza minima da terra:                                                                                     |
| Posti totali: 2                                                             | Posti totali: 2                                                                                              | Bagagliaio:                                                                                                  | Bagagliaio:                                                                                                  | Serbatoio: 95 l                                                                                              | Serbatoio: 95 l                                                                                              |
| Masse                                                                       | a vuoto: 1.290 kg                                                                                            | a vuoto: 1.290 kg                                                                                            | a vuoto: 1.290 kg                                                                                            | a vuoto: 1.290 kg                                                                                            | a vuoto: 1.290 kg                                                                                            |
| Meccanica                                                                   | | | | | |
| Tipo motore: 8 cilindri a V di 90°                                          | Tipo motore: 8 cilindri a V di 90°                                                                           | Tipo motore: 8 cilindri a V di 90°                                                                           | Cilindrata: (Alesaggio x Corsa 85,0 x 79,0); unitaria 448,29 cm3; totale 3.586 cm³                           | Cilindrata: (Alesaggio x Corsa 85,0 x 79,0); unitaria 448,29 cm3; totale 3.586 cm³                           | Cilindrata: (Alesaggio x Corsa 85,0 x 79,0); unitaria 448,29 cm3; totale 3.586 cm³                           |
| Distribuzione: Bialbero a camme in testa; 5 valvole per cilindro            | Distribuzione: Bialbero a camme in testa; 5 valvole per cilindro                                             | Distribuzione: Bialbero a camme in testa; 5 valvole per cilindro                                             | Alimentazione: iniezione Bosch Motronic ME 7.3                                                               | Alimentazione: iniezione Bosch Motronic ME 7.3                                                               | Alimentazione: iniezione Bosch Motronic ME 7.3                                                               |
| Prestazioni motore                                                          | Potenza: 400 CV a 8500 giri/min, potenza specifica: 111,5 cv/litro / Coppia: 373 Nm (38 kgm) a 4750 giri/min | Potenza: 400 CV a 8500 giri/min, potenza specifica: 111,5 cv/litro / Coppia: 373 Nm (38 kgm) a 4750 giri/min | Potenza: 400 CV a 8500 giri/min, potenza specifica: 111,5 cv/litro / Coppia: 373 Nm (38 kgm) a 4750 giri/min | Potenza: 400 CV a 8500 giri/min, potenza specifica: 111,5 cv/litro / Coppia: 373 Nm (38 kgm) a 4750 giri/min | Potenza: 400 CV a 8500 giri/min, potenza specifica: 111,5 cv/litro / Coppia: 373 Nm (38 kgm) a 4750 giri/min |
| Accensione: elettronica Bosch ME 7.3, 1 candela per cilindro                | Accensione: elettronica Bosch ME 7.3, 1 candela per cilindro                                                 | Accensione: elettronica Bosch ME 7.3, 1 candela per cilindro                                                 | Impianto elettrico: 12V                                                                                      | Impianto elettrico: 12V                                                                                      | Impianto elettrico: 12V                                                                                      |
| Frizione: monodisco a secco (presente solo se accoppiata al cambio manuale) | Frizione: monodisco a secco (presente solo se accoppiata al cambio manuale)                                  | Frizione: monodisco a secco (presente solo se accoppiata al cambio manuale)                                  | Cambio: manuale a 6 marce ̟ RM o elettroidraulico F1                                                          | Cambio: manuale a 6 marce ̟ RM o elettroidraulico F1                                                          | Cambio: manuale a 6 marce ̟ RM o elettroidraulico F1                                                          |
| Telaio                                                                      | | | | | |
| Corpo vettura                                                               | "Space frame" in alluminio.                                                                                  | "Space frame" in alluminio.                                                                                  | "Space frame" in alluminio.                                                                                  | "Space frame" in alluminio.                                                                                  | "Space frame" in alluminio.                                                                                  |
| Sterzo                                                                      | a cremagliera.                                                                                               | a cremagliera.                                                                                               | a cremagliera.                                                                                               | a cremagliera.                                                                                               | a cremagliera.                                                                                               |
| Pneumatici                                                                  | ant./post. 215/45 ZR 18 / 275/40 ZR 18 / Cerchi: da 18"                                                      | ant./post. 215/45 ZR 18 / 275/40 ZR 18 / Cerchi: da 18"                                                      | ant./post. 215/45 ZR 18 / 275/40 ZR 18 / Cerchi: da 18"                                                      | ant./post. 215/45 ZR 18 / 275/40 ZR 18 / Cerchi: da 18"                                                      | ant./post. 215/45 ZR 18 / 275/40 ZR 18 / Cerchi: da 18"                                                      |
| Prestazioni dichiarate                                                      | | | | | |
| Velocità: oltre 295 km/h                                                    | Velocità: oltre 295 km/h                                                                                     | Velocità: oltre 295 km/h                                                                                     | Accelerazione: da 0 a 100 km/h in 4,5 s.; 0-400 m 12,6 s; 0-1000 m in 22,9 s.                                | Accelerazione: da 0 a 100 km/h in 4,5 s.; 0-400 m 12,6 s; 0-1000 m in 22,9 s.                                | Accelerazione: da 0 a 100 km/h in 4,5 s.; 0-400 m 12,6 s; 0-1000 m in 22,9 s.                                |
| Consumi                                                                     | 28,0 l/100 km (ciclo urbano); 12,0 l/100 km (ciclo extraurbano); 17,9 l/100 km (ciclo combinato)             | 28,0 l/100 km (ciclo urbano); 12,0 l/100 km (ciclo extraurbano); 17,9 l/100 km (ciclo combinato)             | 28,0 l/100 km (ciclo urbano); 12,0 l/100 km (ciclo extraurbano); 17,9 l/100 km (ciclo combinato)             | 28,0 l/100 km (ciclo urbano); 12,0 l/100 km (ciclo extraurbano); 17,9 l/100 km (ciclo combinato)             | 28,0 l/100 km (ciclo urbano); 12,0 l/100 km (ciclo extraurbano); 17,9 l/100 km (ciclo combinato)             |
| Omologazione: Euro 2                                                        | Omologazione: Euro 2                                                                                         | Omologazione: Euro 2                                                                                         | Emissioni CO2: 415 g/km                                                                                      | Emissioni CO2: 415 g/km                                                                                      | Emissioni CO2: 415 g/km                                                                                      |